# Camellia crapnelliana

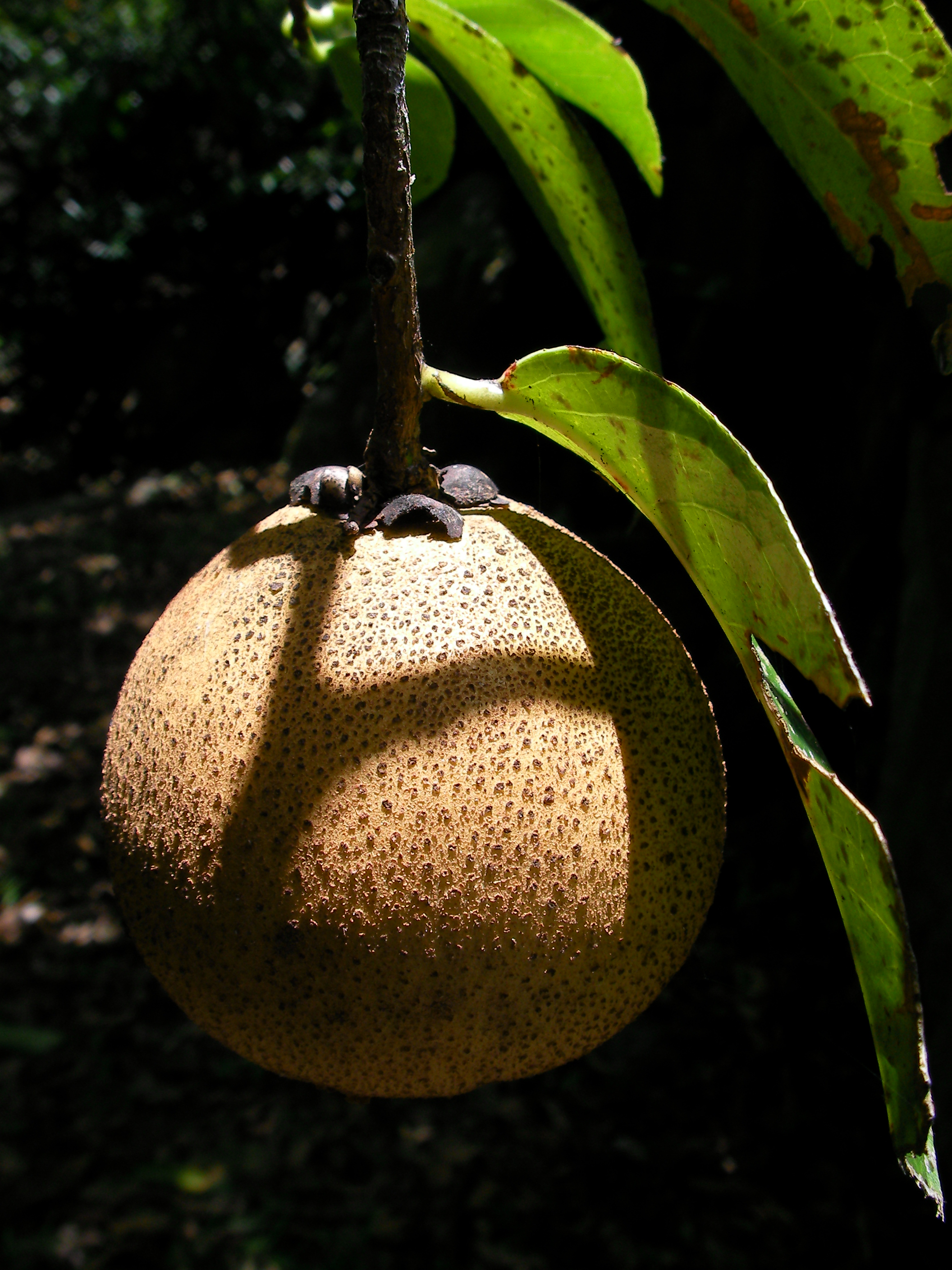
Fruto de Camellia crapnelliana.

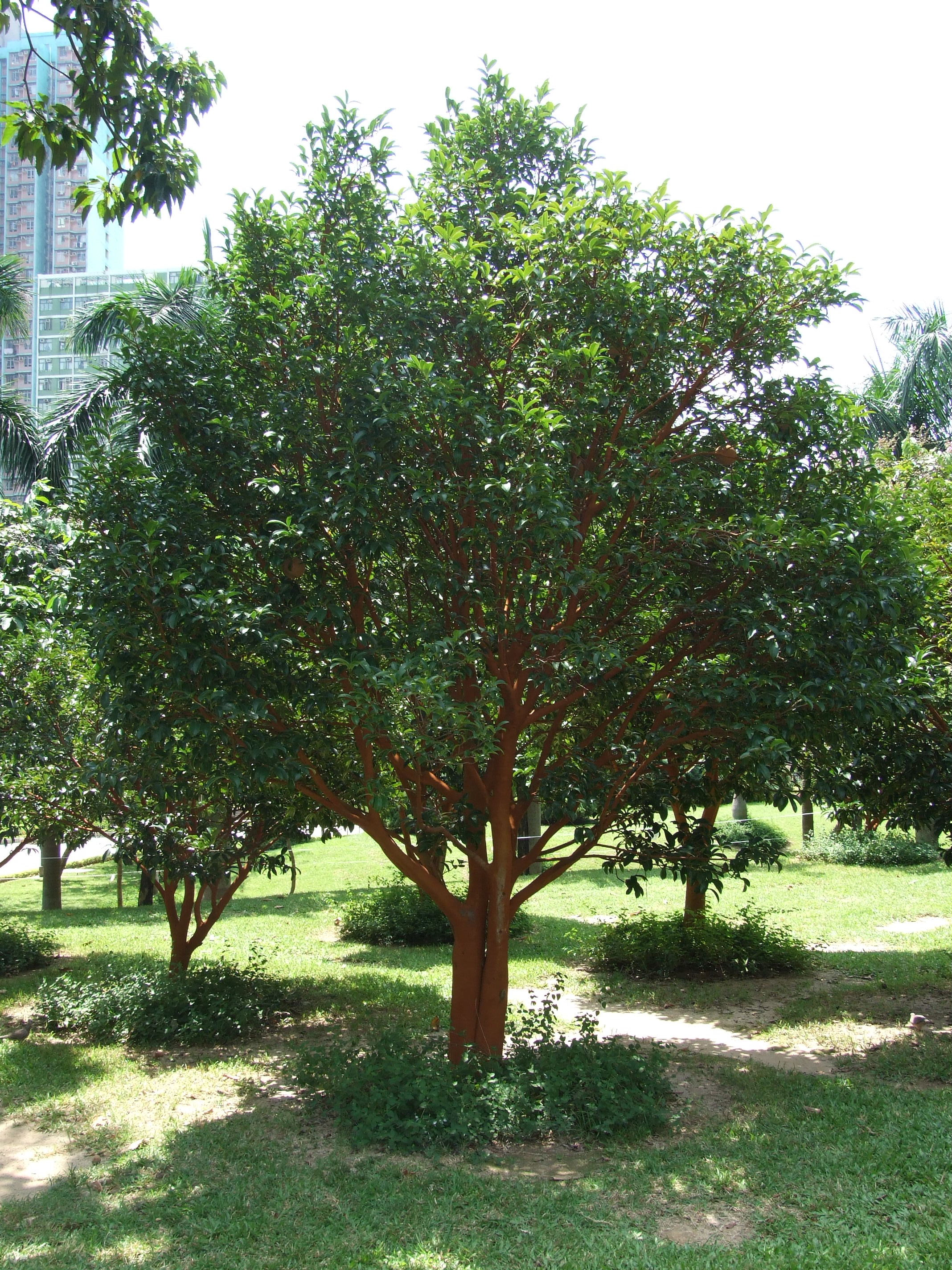
Vista del árbol

Camellia crapnelliana (en chino, 紅皮糙果茶 o 克氏茶) es una especie de pequeño árbol perteneciente a la familia de las teáceas.

## Descripción
Es un pequeño árbol que alcanza los  5-7 m de altura  con hojas gruesas y coriáceas y flores solitarias terminales.
En 1903, la especie fue recogida y descrita por W.J.Tutcher de Monte Parker, Hong Kong, una sola planta fue encontrado en ese momento.
En Hong Kong, se distribuye en el Monte Parker y Mau Ping en Ma On Shan.  También se distribuye en Guangxi, Fujian, Zhejiang.

## Propiedades
El aceite de sus semillas es comestible.
La planta fue introducida en Japón en 1968. Sólo un pequeño número de plantas han sido cultivadas en Japón debido a injertos en C. japonica o C. sasanqua.
En Hong Kong, es una especie protegida por el Reglamento Forestal Cap. 96A . 96A.

## Taxonomía
Camellia crapnelliana fue descrita por William James Tutcher  y publicado en Journal of the Linnean Society, Botany 37(258): 63–64. 1905.
Etimología
Camellia: nombre genérico otorgado en honor del botánico y misionero jesuita del siglo XVII, Jiří Josef Camel (también conocido como Camellus), quien transportó plantas de camelias desde Filipinas a Europa. Carlos Linneo nombró a este género en su honor.
crapnelliana: epíteto
Sinonimia
- Camellia gigantocarpa Hu & T.C.Huang
- Camellia latilimba Hu
- Camellia multibracteata Hung T.Chang
- Camellia octopetala Hu
- Thea crapnelliana (Tutcher) Rehder[3]